# Regatul Salonicului
Regatul Salonicului a fost un stat cruciat, creat ca urmare a celei de-a patra cruciade în nordul Greciei de azi. Împărăția a fost numită după capitala, propriu-zis orașul Salonic, care era al doilea oraș ca mărime al Imperiului Bizantin. Statul a fost fondat de Bonifaciu de Montferrat în 1204 și a fost un vasal al Imperiului Latin. Cu toate acestea, deja către 1224 regatul a încetat să mai existe atunci când capitala a fost capturată de conducătorul Epirului, Theodor Comnen Dukas.

## Istoric
După căderea Constantinopolului la cruciați în 1204, Bonifațiu de Montferrat, liderul cruciadei, era așteptat atât de către cruciați cât și de bizantinii învinși să devină noul împărat. Cu toate acestea, venețienii au simțit că Bonifațiu era prea strâns legat de Imperiul Bizantin, deoarece fratele său, Conrad, se căsătorise în familia regală bizantină. Venețienii doreau un împărat pe care să-l poată controla mai ușor și, cu influența lor, Balduin de Flandra a fost ales împărat al noului Imperiu Latin.
Bonifațiu a fost trimis în direcția Salonicului cu intenția de a cuceri orașul, al doilea oraș bizantin, după Constantinopol. La început a trebuit să concureze cu împăratul Balduin, care dorea și el orașul. Cu toate acestea, primul a continuat și a capturat orașul spre sfârșitul anului 1204 și a înființat regatul acolo, subordonat lui Balduin, deși titlul de „rege” nu a fost niciodată folosit oficial. Ultimele surse din secolele al XIII-lea și al XIV-lea sugerează că Bonifațiu și-a întemeiat pretențiile asupra Salonicului, cu prilejul căsătoriei fratelui său mai mic, Renier, cu Maria Comnen în 1180.
În anii 1204-05, Bonifațiu a reușit să-și extindă regatul spre sud în Grecia, avansând prin Tesalia, Boeotia, Evia și Attica, limitele Regatului de Salonic par să se extindă până la Domokos, Pharsalus și Velestino. Sudul Tesaliei, cu orașele Zetounion și Ravennika, era sub guvernatorii numiți de Împăratul latin, iar principatele din sudul Greciei erau doar bonuri feodale ale lui Bonifațiu. Expedițiile împăratului Henric de Flandra împotriva baronilor lombarzi rebeli subordonați Salonicului, în anii 1208-09, au pus totuși, capăt dependenței feudale a principatelor din sud – Ducatul de Atena, marchizatul din Bodonița, Comitatul de Salona și Triarhia de Negroponte, înlocuindu-le cu suveranitate imperială directă.
Domnia lui Bonifațiu a durat mai puțin de doi ani, până când a căzut într-o ambuscadă a țarului bulgar Caloian și ucis la 4 septembrie 1207. Regatul a trecut la fiul său, Demetriu, care era încă copil, astfel încât puterea reală era deținută de diverși nobili de origine lombardă. Acești nobili, sub regentul Oberto, au început comploturi pentru al plasa pe tron pe Guillaume VI-lea de Montferrat, fiul cel mare al lui Bonifațiu, și l-au sfidat deschis pe împăratul latin, Henric de Flandra. Henric i-a înfrânt în 1209 și supus. Drept urmare, fratele lui Henric, Eustațiu a devenit regent pentru Demetriu.
Profitând de această situație, Mihael I de Epir, un fost aliat al lui Bonifațiu, a atacat regatul în 1210, la fel ca și bulgarii. Henric de Flandra a învins în cele din urmă ambele forțe, dar după moartea lui Mihael în 1214, fratele și succesorul său, Teodor, a început din nou asaltul asupra regatului. În următorii nouă ani, Teodor a cucerit treptat toate posesiunile regatului, cu excepția orașului în sine, deoarece Imperiul latin nu a putut trimite nici o armată să o apere, în timp ce erau ocupați cu lupte împotriva Imperiului de Nicaea în Anatolia. În 1224, la fel cum Demetriu devenise suficient de mare pentru a prelua puterea, Teodor a capturat în sfârșit Salonicul și regatul a devenit parte a Despotatului de Epir.
Împărăția a fost revendicată de regii titulari ai casei de Montferrat până în 1284 și, de asemenea, de Ducii de Burgundia; Balduin al II-lea al Constantinopolului a promis titlul lui Hugo al IV-lea în cazul în care va recâștiga Imperiul latin.

## Regi ai Salonicului
- 1204–1207 : Bonifaciu de Montferrat (Bonifaciu I)
- 1207–1224 : Demetriu de Montferrat (Demetrius)
  - 1207–1209 : Oberto al II-lea de Biandrate, regent
  - 1210–1216/17 : Eustațiu de Flandra (cu Bertold de Katzenelnbogen(?)), regent
  - 1217 : Bertold de Katzenelnbogen, regent
  - 1221–1224 : Guido Pallavicini, regent